# Duke Nukem Forever
Duke Nukem Forever je videohra v žánru FPS. Duke Nukem Forever byl oficiálně vyvíjen čtrnáct let, za tu dobu byl několikrát odkládán a přepracován. Hra vyšla v roce 2011 a jde o pokračování Duke Nukem 3D z roku 1996 ze série Duke Nukem.

## Hratelnost
Mnoho věcí z prostředí je interaktivní, Duke může například koupit a vypít pití z automatu, udělat si v mikrovlnce popcorn, zahrát si hrací automat, pool, pinball, vzdušný hokej, ovládat demoliční jeřáb, dělovou věž nebo přenášet sudy pro logické hádanky. Jezdit může v monster trucku, vysokozdvižném vozíku a zmenšený v RC autíčku, v DLC přibyly školní autobus a měsíční vozítko.
Ve hře se objevují podobné zbraně jako v Duke Nukem 3D: pistole, brokovnice, ruční kulomet, RPG, trubková/nastavitelná bomba, devastátor, zmenšovač, zmrazovač, railgun, mimozemský laser a zvětšovač (jen DLC). Duke může používat i sekundární vybavení, jako steroidy (zesílí údery), noční vidění a Holoduke (vytvoří Dukeho hologram a odvede tak pozornost nepřátel). Původně šlo nést jen dvě zbraně, patch na PC ze srpna 2011 přidal možnost v nastavení až pro čtyři zbraně.

## Příběh
Dvanáct let poté, co Duke Nukem zachránil Zemi před mimozemskou invazí, se stal celebritou a multimilionářem. V Las Vegas vlastní například kasino a rychlé občerstvení Duke Burger. Ve svém apartmánu v kasinu je Duke svědkem zpravodajského vysílání, oznamujícího že mimozemšťané znovu přiletěli na Zemi. Na rozdíl od předchozích setkání jednají zpočátku mírumilovně a americký prezident s nimi vyjednává o míru. Jeho TV show v kasinu je zrušena a brzy je mimozemšťany napaden. Během bojů vidí, že mimozemšťané unášejí ženy, včetně jeho partnerek dvojčat Holmsových. Hlavní hrdina se vydává do Duke Dome, kam jsou unášeny ženy a poté do Hooverovy přehrady, u které je napájena červí díra pro přesun mimozemšťanů. 

## Vývoj
V roce 1997 Studio 3D Realms oznamuje vývoj pokračování Duke Nukem 3D. Vydání je naplánováno na rok 1998 (v tomto roce se skutečně objevuje první trailer). V roce 1999 tvůrci oznamují, že ústřední song nahraje skupina Megadeth, skupina však nakonec vydala jen bonusový song na jejich albu nazvaný Duke Nukem. O rok později získá práva na hry Duke Nukem Take-Two. Na E3 2001 vyšla po třech letech další video upoutávka. V roce 2006 byl projekt restartován. V roce 2008 3D Realms uvolňuje oficiální obrázky ze hry. O rok později se Triptych Games dohodlo s 3D Realms na spolupráci na Duke Nukem Forever a konečně v červnu 2011 je uvolněno demo, o pár dní později vychází kompletní hra.
Duke Nukem Forever byl fanoušky žertovně pojmenován jako Duke Nukem Forever in Development (Duke Nukem Navždy ve vývoji), jelikož byl DNF oficiálně vyvíjen čtrnáct let, za tu dobu byl několikrát odkládán a oddalován, tak málokdo očekával, že skutečně někdy vyjde. Nyní je zapsán v Guinnessově knize rekordů jako nejdéle vyvíjená akční hra.
V květnu 2022 unikla na internet nedokončená verze Duke Nukem Forever z roku 2001.

## Dodatečně stahovatelný obsah
- Hail to the Icons Parody Pack – DLC obsahuje tři multiplayerové mody (Freeze Tag, Hot Potato, Hail to the King), čtyři multiplayerové mapy a nové zbraně. DLC vyšlo 11. října 2011.

- The Doctor Who Cloned Me – Příběhové DLC ve kterém se Duke setká s Dr. Protonem z prvního dílu a poté se teleportuje na lunární základnu. DLC vyšlo 11. prosince 2011.

## Přijetí
Pochvalován byl humor a interaktivita, ale kritizován byl design úrovní a málo inovací oproti předchozímu dílu. Hra sice nesplnila prodejní očekávání, ale 2K Games (vlastník Take-Two) ji později označil za ziskovou. Hra byla hodnocena časopisy Level 70 % a Score 60 %  a servery Hrej.cz 70 %, Bonusweb.cz 60 %, Games.cz 60 % a Zing.cz 60 %.